# 鱼眼果冷水花
鱼眼果冷水花（学名：Pilea longipedunculata）为荨麻科冷水花属的植物。分布于越南以及中国大陆的云南、广西、贵州等地，生长于海拔1,400米至2,800米的地区，多生长在林下阴湿处和石上，目前尚未由人工引种栽培。